# 1081 (numero)
Milleottantuno (1081) è il numero naturale dopo il 1080 e prima del 1082.

## Proprietà matematiche
- È un numero dispari.
- È un numero composto da 4 divisori: 1, 23, 47, 1081. Poiché la somma dei suoi divisori (escluso il numero stesso) è 71 < 1081, è un numero difettivo.
- È un numero semiprimo.
- È un numero triangolare.
- È un numero nontotiente in quanto dispari e diverso da 1.
- È un numero di Ulam.
- È un numero ennagonale centrato.
- È un numero congruente.
- È un numero odioso.
- È un numero intero privo di quadrati.
- È parte delle terne pitagoriche (840, 1081, 1369), (1081, 12408, 12455), (1081, 25392, 25415), (1081, 584280, 584281).

## Astronomia
- 1081 Reseda è un asteroide della fascia principale del sistema solare.
- NGC 1081 è una galassia nella costellazione dell'Eridano.

## Astronautica
- Cosmos 1081 è un satellite artificiale russo.